# Ōzeki Rikishi-hi

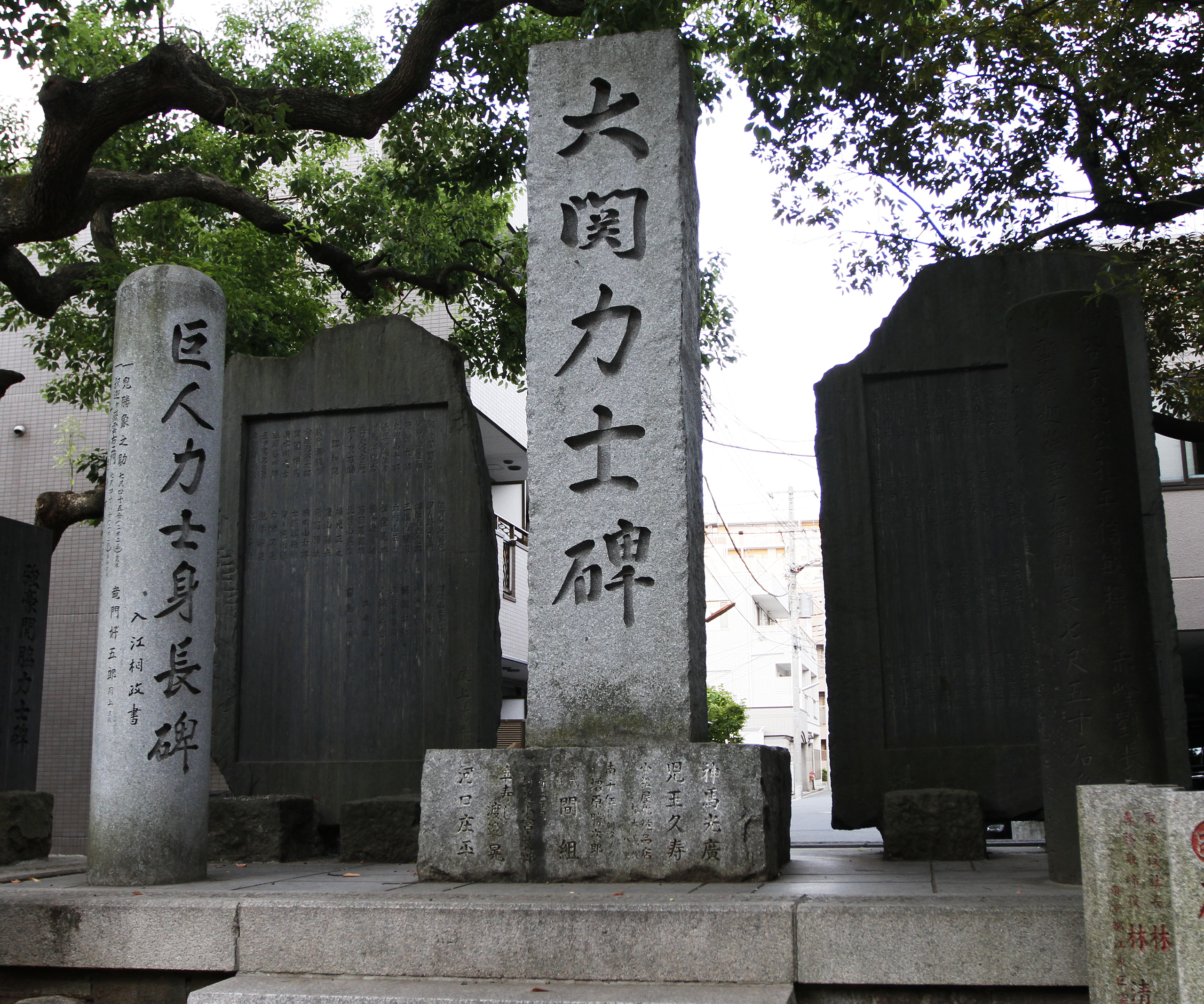
Steindenkmal für Sumō-Ringer

Ōzeki Rikishi-hi (japanisch 大関力士碑 Steindenkmal für Sumō-Ringer des Ōzeki-Rangs) ist ein Ensemble aus Stelen und Steintafeln, die als Gedenksteine für Sumō-Ringer des zweithöchsten Grades am Tomioka Hachiman-Schrein (富岡八幡宮) im Stadtbezirk Kōtō in Tokio stehen. Die Gedenksteine wurden am 5. Oktober 1983 errichtet.

## Überblick
Die beiden Steintafeln, die aus Sendai stammen, wurden 1898 von den beiden Kabuki-Spielern Ichikawa Danjūrō IX. und Onoe Kikugorō V. gestiftet. Auf den Steintafeln sind die Ringnamen (四股名 Shikona) und Geburtsorte von 114 Sumō-Ringern des Ōzeki-Rangs vom ersten, 1757 auf der ersten per Holzdruck veröffentlichten Rangliste genannten Yukimiyama Kandayū (雪見山堅太夫) bis zu Kotoōshū Katsunori eingraviert.
Im Unterschied zum Steindenkmal für Sumō-Ringer des Yokozuna-Rangs (横綱力士碑) wird die Gravur erst nach dem Karriereende in zeitlicher Reihenfolge beginnend mit Kotokaze Kōki angefügt.
Ebenfalls zum Ensemble der Steindenkmäler gehören eine Stele für die Sumō-Giganten (巨人力士身長碑), eine Stele für Fuß- und Handabdrücke der Sumō-Giganten, für Sumō-Veteranen des Sekiwake-Rangs (強豪関脇力士碑) und eine lebensgroße Shakagatake Stele.
In die Stele der Sumō-Giganten sind die Namen von 12 Sumō-Ringern und ihrer Körpergröße eingraviert. Die Stele für die Sumō-Veteranen des Sekiwake-Rangs wurde bereits 1957 aufgestellt. Sie verzeichnet die Ringnamen der 50 prominentesten Sumō-Ringer und Wrestler wie Rikidōzan, Kitanonada Noboru u. a. von der Edo- bis zur Shōwa-Zeit.